# Sigma Lupi
Sigma Lupi (15 Lupi) é uma estrela na direção da constelação de Lupus. Possui uma ascensão reta de 14h 32m 37.08s e uma declinação de −50° 27′ 25.6″. Sua magnitude aparente é igual a 4.44. Considerando sua distância de 574 anos-luz em relação à Terra, sua magnitude absoluta é igual a −1.79. Pertence à classe espectral B2III.